# Уильямс, Эйвери (1998)
Эйвери Уильямс (англ. Avery Williams; 15 июля 1998, Пасадина, Калифорния) — американский футболист, раннинбек и специалист по возвратам клуба НФЛ «Атланта Фэлконс». На студенческом уровне играл за команду университета штата Айдахо, выступал на позиции корнербека. Дважды признавался игроком года специальных команд в конференции Маунтин Вест. На драфте НФЛ 2021 года был выбран в пятом раунде.

## Биография
Эйвери Уильямс родился 15 июля 1998 года в Пасадине в Калифорнии. Учился в старшей школе имени святого Франциска в Ла-Каньяде, затем перевёлся в школу имени Хуниперо Серры. Выступал за футбольные команды обеих школ, в выпускной год набрал выносом 1175 ярдов с 14 тачдаунами и был признан самым ценным игроком Лиги Тринити. После окончания школы поступил в университет штата Айдахо в Бойсе.

### Любительская карьера
Первый сезон в колледже Уильямс провёл в статусе освобождённого игрока, не принимая участия в официальных матчах команды. В 2017 году он дебютировал в турнире NCAA и сыграл в четырнадцати матчах сезона на позиции ди-бэка. Также он выходил на поле в составе специальных команд в роли специалиста по возвратам. В 2018 году Уильямс был одним из стартовых игроков защиты команды, проведя тринадцать игр и сделав два перехвата.
В сезоне 2019 года он принял участие в четырнадцати играх. Уильямс сделал 39 захватов, но более значительный вклад внёс как возвращающий. С 13,2 ярдами в среднем на возврат панта он стал лидером конференции Маунтин Вест и вошёл в десятку лучших в NCAA. По итогам турнира он был включён в символическую сборную звёзд конференции и был признан лучшим игроком специальных команд Маунтин Вест. В сокращённом из-за пандемии COVID-19 сезоне 2020 года Уильямс сыграл в семи матчах. Второй раз подряд его признали игроком года в специальных командах. В сборную звёзд Маунтин Вест Уильямс был включён сразу и как возвращающий, и как корнербек. Также он стал обладателем приза лучшему возврающему сезона Джет Эворд.

#### Статистика выступлений в NCAA
| Сезон | Команда             | Игры | Захваты | Захваты | Захваты | Захваты | Захваты | Перехваты | Перехваты | Перехваты | Перехваты | Перехваты | Фамблы | Фамблы | Фамблы | Фамблы |
| Сезон | Команда             | Игры | Solo    | Ast     | Tot     | Loss    | Sk      | Int       | Yds       | Y/R       | TD        | PD        | FR     | Yds    | TD     | FF     |
| ----- | ------------------- | ---- | ------- | ------- | ------- | ------- | ------- | --------- | --------- | --------- | --------- | --------- | ------ | ------ | ------ | ------ |
| 2016  | Бойсе Стейт Бронкос | —    | —       | —       | —       | —       | —       | —         | —         | —         | —         | —         | —      | —      | —      | —      |
| 2017  | Бойсе Стейт Бронкос | 14   | 36      | 9       | 45      | 0,0     | 0,0     | 2         | 0         | 0,0       | 0         | 8         | 0      | 0      | 0      | 0      |
| 2018  | Бойсе Стейт Бронкос | 13   | 33      | 16      | 49      | 1,0     | 0,0     | 2         | 31        | 15,5      | 0         | 9         | 1      | 0      | 0      | 3      |
| 2019  | Бойсе Стейт Бронкос | 14   | 27      | 12      | 39      | 1,5     | 0,0     | 0         | 0         | 0,0       | 0         | 4         | 0      | 0      | 0      | 1      |
| 2020  | Бойсе Стейт Бронкос | 7    | 15      | 4       | 19      | 2,0     | 0,0     | 0         | 0         | 0,0       | 0         | 1         | 0      | 0      | 0      | 1      |
| Всего | Всего               | 48   | 111     | 41      | 152     | 4,5     | 0,0     | 4         | 31        | 7,8       | 0         | 22        | 1      | 0      | 0      | 5      |

### Профессиональная карьера
На драфте НФЛ 2021 года Уильямс был выбран «Атлантой» в пятом раунде. Комментируя выбор, автор USA Today Sports Скотт Карасик отмечал, что, благодаря своему атлетизму и опыту, он сразу поможет Фэлконс в составе специальных команд и при необходимости сможет сыграть на месте слот-корнербека. К плюсам игрока также относили его лидерские качества и умение блокировать удары по воротам. Минусами Уильямса назывались ошибки с выбором угла атаки и при захватах.
Контракт с «Атлантой» он подписал в июне 2021 года. Сумма четырёхлетнего соглашения составила 3,7 млн долларов. В дебютном сезоне в НФЛ Уильямс принял участие в пятнадцати матчах регулярного чемпионата. Преимущественно он выходил на поле как игрок специальных команд, набрав 153 ярда на возвратах пантов и 490 ярдов после начальных ударов. В защите он провёл 121 розыгрыш, сделав 22 захвата и форсировав один фамбл. В мае 2022 года главный тренер клуба Артур Смит сообщил журналистам, что в дальнейшем Уильямса планируется задействовать на позиции раннинбека. В чемпионате 2022 года он сыграл в семнадцати матчах, набрав выносом 109 ярдов с одним тачдауном. В июне 2023 года на тренировке он получил разрыв крестообразных связок колена и выбыл из строя на длительный срок.